# تسكين سمعي
التسكين السمعي أو التسكين بالسماع (بالإنجليزية: Audioanalgesia)‏ هو تخفيف الألم باستخدام الضجيج الأبيض أو الموسيقى دون استخدام الأدوية أثناء القيام بإجراءات طبية مؤلمة مثل علاجات الأسنان. قدمها غادرنر وليكليدر لأول مرة في عام 1959.
هناك العديد من الدراسات على هذه التقنية في حالات علاج الأسنان والتوليد والرعاية التلطيفية. تظهر أحدث تقارير المراجعة نتائج متضاربة حول فعالية هذه التقنية.
قد تكون إستراتيجية علاج الألم المثيرة للتساؤل مفيدة في التشتيت والارتباك الحسي ، ولكن فقط عندما تقترن باستعمال الأدوية الفعلية لعلاج أو تخفيف الألم. لا توجد أبحاث تشير إلى أن هذه النتائج المشبوهة ستكون فعالة في أي وقت آخر من كونها وسيلة للتشتيت الذاتي. هذا الإجراء يشبه تمارين التنفس أثناء التشنجات قبل إعطاء فوق الجافية.